# Giulio Lazzeri
Giulio Lazzeri (Pisa, 25 marzo 1861 – Livorno, 23 settembre 1935) è stato un matematico italiano.

## Biografia
Dopo la laurea in matematica conseguita nel 1882 presso l'Università di Pisa con Riccardo De Paolis, ottenne, due anni dopo, pure l'abilitazione all'insegnamento nelle scuole medie dalla Scuola Normale Superiore. Dopo due anni trascorsi nelle scuole pubbliche di La Spezia e conseguita, nel frattempo, la libera docenza in geometria, nel 1886 vinse una cattedra di matematica dell'Accademia Navale di Livorno, dove insegnò pure meccanica razionale, fino al 1931, quando fu collocato a riposo. Contemporaneamente, fu incaricato dell'insegnamento di matematica per chimici e naturalisti  presso l'Università di Pisa.
Membro del Consiglio Superiore dell'Istruzione Nautica, della Società Italiana per il Progresso delle Scienze (SIPS) e della Commissione Internazionale per l'Insegnamento della Matematica, dal 1901 al 1920 diresse il Periodico di matematica (poi, dal 1923, Periodico di matematiche), nonché fu partecipe della Società Mathesis, di cui era stato eletto pure presidente nel 1908, ma rinunciando all'incarico per i suoi impegni didattici ed editoriali.
Dal punto di vista scientifico, fu attivo soprattutto in geometria, con notevoli risultati anche in geometria algebrica. Scrisse inoltre numerosi ed apprezzati testi didattici di geometria per le scuole medie.
Lazzeri scrisse con Anselmo Bassani il primo libro fusionista, Elementi di geometria, che fu al centro sia di polemiche sia di riconoscimenti anche a livello internazionale.